# Combretum nigrescens
Combretum nigrescens är en tvåhjärtbladig växtart som beskrevs av George King. Combretum nigrescens ingår i släktet Combretum och familjen Combretaceae. Inga underarter finns listade i Catalogue of Life.